# City and Colour
City and Colour est un projet parallèle de musique acoustique fondé par Dallas Green, guitariste et chanteur du groupe post-hardcore canadien Alexisonfire. Son projet a débuté en 2006 à St. Catharines, Ontario et l'alignement du groupe est constitué de Spencer Burton, Daniel Tavis Romano (chanteur et guitariste d'Attack in Black) et Matt Sullivan.

## Historique
Le nom City and Colour (Ville et Couleur) vient de son propre nom: Dallas et Green (Vert). Son raisonnement pour l'utilisation de ce nom est qu'il était mal à l'aise de «publier l'album sous le nom de Dallas Green».
Green compose et écrit depuis l'âge de 14 ans.À propos des chansons parues sur son premier album, Sometimes, Green a dit qu'il avait écrit des morceaux pour celui-ci tout au long de sa vie et qu'il avait fini de composer les chansons en 2005.

### Sometimes(2005)
Dallas Green, a commencé à publier des chansons de City and Colour sur internet. Il les a compilé et réécrit plusieurs  pour son premier album, Sometimes. Ce dernier est sorti le 1er novembre 2005 et a été bien accueilli par la critique, décrit par certains comme étant «dynamiquement doux et vulnérable». La pochette de l'album a été conçue par Scott McEwan[Qui ?] dans un style qui rappelle les tatouages de Green. Ce dernier a dit qu'il «pourrait par la suite décider d'en faire encrer certains».
Green a indiqué que sa vision selon laquelle la «meilleure musique [selon lui] est la musique triste» a influencé le type de chansons qu'il a créé. Il a aussi dit qu'il «aime la musique pour s'échapper en quelque sorte» et l'idée de la musique triste à laquelle les gens peuvent s'identifier. Green a dit de l'album qu'«une foule de ces chansons ont, entre autres, été basées sur des expériences que j'ai vécues et c'est comme la façon dont je les traite. J'écris des chansons lorsque je suis triste ou tanné et je me sens plus heureux.»

### Bring Me Your Love(2008)
Bring Me Your Love est le deuxième album de Dallas. Il est sorti le 2 février 2008 et inclus un large éventail d'instruments qui n'avaient pas été utilisés dans ses anciens enregistrements (tels que l'harmonica, le banjo, la batterie et la guitare hawaïenne) lui donnant un son beaucoup plus influencé par le folk. L'album comprend aussi des collaborations avec d'autres musiciens, comme Gordon Downie des Tragically Hip sur la piste Sleeping Sickness, ainsi que d'autres instruments joués par Matt Sullivan et les membres d'Attack in Black. Le premier simple, Waiting..., a été diffusé pour la première fois sur la page MySpace officielle de Green et présentant un making of. L'album a été comparé à l'album Harvest de Neil Young puisqu'il tire des influences considérables de tels artistes.
L'album est intitulé d'après une nouvelle de Charles Bukowski. C'est aussi une citation de la dernière piste, As Much As I Ever Could. Green a déclaré qu'il a de la difficulté à écrire la plupart de ses paroles et qu'il a vu le livre de Bukowski dans une librairie lors d'une tournée avec Alexisonfire et a décidé d'adopter le titre.
Au printemps 2008, accompagné de Black Lungs et Sleepercar, City and Colour ont commencé leur tournée canadienne pour la promotion de Bring Me Your Love, le 26 septembre de la même année, ils ont commencé leur première tournée américaine.

### The Hurry and the Harm
The Hurry and the Harm est le quatrième album signé City and Colour, après leur troisième intitulé "Little Hell" paru en 2011.
Sorti en 2013, il est le premier à être sorti après la séparation d'Alexisonfire, l'ancien groupe de Dallas Green.

## Membres
- Dallas Green – voix, guitare acoustique, piano, harmonica, banjo

### Autres membres
Les musiciens suivants ont participé à l'enregistrement de l'album Bring Me Your Love ainsi qu'à la tournée avec Dallas Green en tant que Backing band.
- Spencer Burton - basse, chant, mandoline
- Daniel Tavis Romano - guitare hawaïenne, orgue, batterie, chant
- Matthew Sullivan - guitare, chant
- Casey Baker - guitare
- Nicholas Osczypko - clavier, percussion

## Discographie

### Albums studio etEP
| Date de sortie     | Titre                                                                                     | Label                                                                    |
| ------------------ | ----------------------------------------------------------------------------------------- | ------------------------------------------------------------------------ |
| 2004               | The Death of Me - (EP)                                                                    | Dine Alone Records                                                       |
| 2005               | Missing - (EP)                                                                            | Dine Alone Records                                                       |
| 2005               | Sometimes                                                                                 | Dine Alone Records                                                       |
| 2008               | Bring Me Your Love                                                                        | Dine Alone Records (Canada) Vagrant Records (États-Unis)                 |
| 2008               | The MySpace Transmissions - (EP)                                                          | Dine Alone Records (Canada) Vagrant Records (États-Unis) MySpace Records |
| 2008               | The iTunes Sessions - (EP)                                                                | iTunes Exclusive                                                         |
| 2008 - 25 novembre | Bring Me Your Love - Édition spéciale limitiée (Seulement 6000 copies seront disponibles) | Dine Alone Records                                                       |
| 2011               | Little Hell                                                                               |                                                                          |
| 2013               | The Hurry and the Harm                                                                    | Dine Alone Records                                                       |
| 2015               | If I Should Go Before You                                                                 | Dine Alone Records                                                       |
| 2023               | The Love Still Held Me Near                                                               | Dine Alone Records                                                       |

### Albums live
| Date de sortie | Titre | Label              |
| -------------- | ----- | ------------------ |
| 2007           | Live  | Dine Alone Records |

### Singles
| Année | Chanson              | Position palmarès | Album              |
| Année | Chanson              | CAN               | Album              |
| ----- | -------------------- | ----------------- | ------------------ |
| 2005  | "Save Your Scissors" | -                 | Sometimes          |
| 2006  | "Comin' Home"        | -                 | Sometimes          |
| 2007  | "Like Knives" (live) | -                 | Live               |
| 2008  | "Waiting..."         | 32                | Bring Me Your Love |
| 2008  | "Sleeping Sickness " | 60                | Bring Me Your Love |

## Prix et nominations

### MuchMusic Video Awards2006
- nommé pour Meilleur vidéo pop avec Save Your Scissors
- nommé pour Meilleur vidéo indépendant avec Save Your Scissors
- Remporte le Choix du public: Artiste favori avec Save Your Scissors

### MuchMusic Video Awards 2007
- nommé pour Meilleur vidé pop avec Comin' Home
- nommé pour Choix du public: Artiste favori avec Comin' Home

### MuchMusic Video Awards 2008
- nommé pour Choix du public: Artiste favori avec Waiting...

### Chart Magazine
- Artiste de l'année 2006

### Prix Juno2007
- Remporte l' Album alternatif de l'année avec Sometimes

## Divers
- La chanson Missing a été écrite en hommage au professeur de religion de Green, Ralph Serravalle, aujourd’hui décédé. Le CD d'une piste était vendu lors des premiers spectacles de Green, tous les profits sont allés à la Denis Morris High School Starvathon que Serravalle avait fondé et continuellement encouragé. Serravalle a joué un grand rôle en enseignant à Green de croire en ses talents de musicien.
- La chanson "The Girl" est présente dans l'épisode 15 de la saison 8 de la série "Les Frères Scott", d'ailleurs le groupe y fait une apparition.